# De Halvfjerds Disciple
De Halvfjerds disciple eller Tooghalvfjerds disciple var [toog]halvfjerds personer, som Jesus ifølge Lukasevangeliet, der også er det eneste evangelium hvor de optræder, sendte ud for at prædike.
I vestlige traditioner kaldes de ofte disciple, mens man i østkirken ofte bruger ordet “apostel” om dem.

## Optræden i Bibelen
I den passage i Lukasevangeliet, hvor de nævnes, står der følgende:

Derefter udpegede Herren tooghalvfjerds andre og sendte dem i forvejen, to og to, til alle de byer og steder, hvor han selv agtede sig hen.  Han sagde til dem: »Høsten er stor, men arbejderne få. Bed derfor høstens herre om at sende arbejdere ud til sin høst.  Gå! Se, jeg sender jer ud som lam blandt ulve.  Tag ikke pung med, ikke taske, ikke sko, og hils ikke på nogen undervejs.  Når I kommer ind i et hus, skal I først sige: Fred være med dette hus!  Og bor der et fredens barn dér, skal jeres fred hvile over det, men hvis ikke, skal den vende tilbage til jer.  Bliv boende i det hus, spis og drik, hvad de byder jer, for en arbejder er sin løn værd. Flyt ikke fra hus til hus.  Og når I kommer til en by, og man tager imod jer, spis så, hvad der sættes frem for jer. Helbred de syge i byen og sig til dem: Guds rige er kommet nær til jer.  Men når I kommer til en by, og man ikke tager imod jer, gå så ud på gaderne og råb:  Selv det støv fra jeres by, som hænger ved vore fødder, kan I beholde – vi børster det af; men det skal I vide: Guds rige er kommet nær!  Jeg siger jer: På dommedag skal det gå Sodoma tåleligere end den by.
...
De tooghalvfjerds vendte glade tilbage og fortalte: »Herre, selv dæmonerne adlyder os i dit navn.«  Da sagde han til dem: »Jeg så Satan falde ned fra himlen som et lyn.  Se, jeg har givet jer magt til at træde på slanger og skorpioner og magt over hele fjendens styrke, og intet vil kunne skade jer.  Dog, glæd jer ikke over, at ånderne adlyder jer; men glæd jer over, at jeres navne er indskrevet i himlene.«

## Liste
Der har gennem tiden været fremsat mange lister over de 70, bl.a. denne:
1. Jakob, "Herrens Bror", forfatter til jakobsbrevet og Jerusalems første biskop
2. Agabos (bl.a. nævnt i ApG 11:28)
3. Ampliatus (nævnt i Romerbrevet 16:8)
4. Johannes Markus, forfatter til Markusevangeliet
5. Lægen Lukas, forfatter til Lukasevangeliet
6. Kleofas
7. Simeon, søn af Kleofas, Jerusalems anden biskop
8. Barnabas
9. Justus, Eleutheropolis' biskop
10. Thaddæus af Edessa (Şanlıurfa)
11. Ananias, Damaskus' biskop
12. Stefanus, den første martyr
13. Filip Evangelisten, en af de syv mænd nævnt i ApG 6:5
14. Prokoros (ApG 6:5)
15. Nikanor (ApG 6:5)
16. Timon (ApG 6:5)
17. Parmenas (ApG 6:5)
18. Timotheus, Efesos' biskop
19. Titus, Kretas biskop
20. Filemon, Gazas biskop
21. Onesimus
22. Epaphras
23. Archippus
24. Silas, Korinths biskop
25. Silvanus
26. Crescens
27. Crispus
28. Epenetus, Karthagos biskop
29. Andronicos, Pannoniens biskop
30. Stachys, Byzantiums biskop
31. Amplias, Odessas biskop
32. Urban, Makedoniens biskop
33. Narcissus, Athens biskop
34. Apelles, Heraklions biskop
35. Aristobulus, Britanniens biskop
36. Herodion, Patras' biskop
37. Rufus, Thebens biskop
38. Asyncritus, Hyrcanias biskop
39. Flegon, Marathons biskop
40. Hermes, Filippopolis' biskop
41. Parrobus, Pottoles biskop
42. Hermas, Dalmatiens biskop
43. Pave Linus, Roms biskop
44. Gaius, Efesos' biskop
45. Filologos, Sinopes biskop
46. Lucius af Kyrene, Laodikeas bisop
47. Jason, Tarsus' biskop
48. Sosipater, Iconiums biskop
49. Olympas
50. Tertius
51. Erastus, Paneas' biskop
52. Quartus, Berytus' biskop
53. Euodias, Antiokias biskop
54. Onesiphorus, Kyrenes biskop
55. Clement, Sardis' biskop
56. Sosthenes, Colophons biskop
57. Apollos, Caesareas biskop
58. Tychicus, Colophons biskop
59. Epafroditus
60. Carpus, Beroeas biskop
61. Quadratus
62. Matthias, den nye tolvtemand efter Judas Iskariots død
63. Zenas, Diospolis' biskop
64. Aristarchus, Apameas biskop
65. Pudens
66. Trofimos
67. Markus, Apollonias biskop
68. Artemas, Lystras biskop
69. Aquila
70. Fortunatus (Første Korintherbrev 16:17)
71. Akaikos (nævnt i samme vers som Fortunatus)
72. Tabitha, en kvindelig discipel, som Peter genoplivede